# Bisbat de Ruyigi
El bisbat de Ruyigi (francès: Diocèse de Ruyigi); llatí: Dioecesis Ruyigiensis) és una seu de l'Església catòlica a Burundi, sufragània de l'arquebisbat de Gitega.
Al 2018 tenia 513.466 batejats d'un total de 773.508 habitants. Actualment està regida pel bisbe Blaise Nzeyimana.

## Territori
La diòcesi comprèn les províncies de Cankuzo i Ruyigi a Burundi.
La seu episcopal és la ciutat de Ruyigi, on es troba la catedral dels Sants Màrtirs Ugandesos
El territori s'estén sobre 4.303 km² i està dividit en 17 parròquies

## Història
La diòcesi va ser erigida el 13 d'abril de 1973 en virtut de la butlla Ex quo Christus del papa Pau VI, prenent el territori de l'arxidiòcesi de Gitega i de la diòcesi de Bururi.
El 17 de gener de 2009 cedí una porció del seu territori a benefici de l'erecció de la diòcesi de Rutana.

## Cronologia episcopal
- Joachim Ruhuna † (13 d'abril de 1973 - 28 de març de 1980 nomenat arquebisbe coadjutor de Gitega)
- Joseph Nduhirubusa † (19 d'abril de 1980 - 30 d'octubre de 2010 renuncià)
- Blaise Nzeyimana, dal 30 d'octubre de 2010

## Estadístiques
A finals del 2020, la diòcesi tenia 513.466 batejats sobre una població de 773.508 persones, equivalent al 66,4% del total.
| any  | població | població | població | sacerdots | sacerdots       | sacerdots       | sacerdots             | diàques | religiosos | religiosos | parroquies |
| ---- | -------- | -------- | -------- | --------- | --------------- | --------------- | --------------------- | ------- | ---------- | ---------- | ---------- |
| any  | batejats | total    | %        | total     | clergat secular | clergat regular | batejats por sacerdot | diàques | homes      | dones      |            |
| 1980 | 158.724  | 323.521  | 49,1     | 39        | 14              | 25              | 4.069                 |         | 39         | 71         | 16         |
| 1990 | 250.032  | 469.832  | 53,2     | 21        | 20              | 1               | 11.906                |         | 14         | 60         | 16         |
| 1999 | 367.085  | 557.624  | 65,8     | 24        | 16              | 8               | 15.295                |         | 16         | 69         | 20         |
| 2000 | 366.949  | 557.263  | 65,8     | 24        | 17              | 7               | 15.289                |         | 15         | 71         | 20         |
| 2001 | 349.850  | 576.474  | 60,7     | 31        | 22              | 9               | 11.285                |         | 20         | 83         | 20         |
| 2002 | 363.110  | 584.172  | 62,2     | 33        | 24              | 9               | 11.003                |         | 29         | 85         | 20         |
| 2003 | 371.989  | 595.721  | 62,4     | 33        | 24              | 9               | 11.272                |         | 19         | 107        | 20         |
| 2004 | 370.611  | 599.689  | 61,8     | 36        | 27              | 9               | 10.294                |         | 17         | 78         | 20         |
| 2010 | 334.330  | 558.189  | 59,9     | 44        | 41              | 3               | 7.598                 |         | 13         | 75         | 14         |
| 2014 | 356.142  | 563.166  | 63,2     | 49        | 45              | 4               | 7.268                 |         | 25         | 70         | 14         |
| 2017 | 424.860  | 628.334  | 67,6     | 55        | 52              | 3               | 7.724                 |         | 21         | 91         | 17         |
| 2020 | 513.466  | 773.508  | 66,4     | 62        | 60              | 2               | 8.281                 |         | 8          | 110        | 17         |